# Emil & Ida i Lönneberga
Emil & Ida i Lönneberga är en svensk animerad familjefilm från 2013, i regi av Per Åhlin, Alicja Jaworski Björk och Lasse Persson. Den handlar om Emil i Lönneberga och bygger på tre berättelser av Astrid Lindgren.
Filmens handling ligger nära originalberättelserna och Lindgrens egna inläsningar används som berättarröst. Bilduttrycket bygger på Björn Bergs teckningar från böckerna. Filmen hade biopremiär i Sverige den 25 december 2013.

## Rollista
- Astrid Lindgren – berättarröst (i form av arkivmaterial)
- Gustav Föghner – Emil Svensson
- Tilda Ramde – Ida Svensson
- Allan Svensson – Anton Svensson
- Elisabet Carlsson – Alma Svensson
- Lindy Larsson – Alfred, dräng
- Rebecka Teper – Lina, piga (krediterad som Rebecka Englund Tepper)
- Siw Carlsson – Krösa-Maja
- EwaMaria Roos – prostinnan
- Hans Åke Gabrielsson – prosten / handelsmannen

## Tillkomst
Filmens två första historier, "Emils hyss nr 325" och "När Ida ville göra hyss", är hämtade ur boken Ida och Emil i Lönneberga och har aldrig tidigare filmatiserats. Bokens tredje berättelse ansågs dock vara olämplig som film då den har för många bifigurer, så Per Åhlin valde istället "Emil med paltsmeten", som har filmatiserats tidigare av Olle Hellbom. Enligt producenten Lars Blomgren följer filmen böckernas handling "till 100 procent". Förlagan till bilduttrycket är Björn Bergs teckningar från böckerna.
Filmen producerades av Filmlance International. Den fick åtta miljoner kronor i produktionsstöd från Svenska Filminstitutet.